# Hadrocodium
 Hadrocodium wui  wird als der älteste bekannte Vertreter der Säugetiere (Mammalia) angesehen. Der Schädel des Tieres war gerade einmal zwölf Millimeter lang. Es lebte im Erdzeitalter des Jura. Das bisher einzige bekannte Exemplar, das Fossil mit der Sammlungsnummer IVPP 8275, wurde bereits 1985 in der Lufeng-Formation in der Volksrepublik China gefunden. In jahrelanger Feinarbeit wurde der Schädel des Tieres freipräpariert, bevor er untersucht werden konnte. Aus diesem Grund wurde die besondere Stellung des Tieres im System der Säugetiere erst im Jahr 2001 der Öffentlichkeit präsentiert.
Während der Unterkiefer bei reptilienartigen Vorfahren der Säugetiere über ein primäres Kiefergelenk bestehend aus den Knochen Quadratum und Articulare mit dem Schädel verbunden ist, tritt an deren Stelle bei den Säugern ein neues Gelenk. Dieses wird gebildet aus dem Unterkieferknochen (Dentale) und dem Schuppenbein (Squamosum). Die ehemaligen Kiefergelenksknochen erhalten eine vollkommen neue Funktion: Sie werden zu den Gehörknöchelchen Hammer (Malleus) und Amboss (Incus), die noch immer gelenkig verbunden sind. Dieser Zustand, also ein sekundäres Kiefergelenk und, zusammen mit dem Steigbügel (Stapes), drei Gehörknöchelchen, konnte auch bei Hadrocodium wui festgestellt werden, etwa 40 Millionen Jahre früher als bisher vermutet.   
Man nimmt eine allmähliche Trennung der Mittelohrknochen vom Kiefer an. Dafür sprechen andere Fossilien wie die ebenfalls in China gefundenen Schädel des Sinoconodon und des Morganuconodon. Diese besaßen zwar bereits ein sekundäres Kiefergelenk, Hammer und Amboss sind jedoch noch mit diesem verbunden. Der letzte Schritt der Trennung zwischen Kiefer und Mittelohr hängt laut Zhe-Xi Luo vom Carnegie Museum of Natural History mit der Vergrößerung des Gehirns zusammen. Durch die Ausdehnung des Hirnschädels wurde das Mittelohr wahrscheinlich vom Kiefer weggeschoben.

## Äußere Systematik
Eine Systematik der Säugerstammgruppe nach Krause et al. 2014 und Shundong Bi et al. 2014 zeigt Hadrocodium als Schwestertaxon der Säugetiere im engeren Sinne.